# Carine (Nikšić)
Pour les articles homonymes, voir Carine.
Carine (en serbe cyrillique: Царине) est un village de l'ouest du Monténégro, dans la municipalité de Nikšić.

## Démographie

### Évolution historique de la population
| 1948 | 1953 | 1961 | 1971 | 1981 | 1991 | 2003 |
| ---- | ---- | ---- | ---- | ---- | ---- | ---- |
| 163  | 202  | 159  | 161  | 159  | 149  | 178  |